# Kyle Schmid
Kyle Schmid (Mississauga, Ontario, 3 de agosto de 1984) é um actor Canadense. Ficou famoso por interpretar o vampiro Henry Fitzroy na série Blood Ties.

## Filmografia
- Alley Cats Strike (2000) .... Alex Thompson
- The Sandy Bottom Orchestra (2000) .... Scott Miller
- What Girls Learn (2001) .... Jamie Sanders
- Smallville As aventuras de superboy (2001)
- Fast Food High (2003) .... Brad
- As Feras da Música .... (2003) Derek
- Sex & the Single Mom .... (2003)
- The Pacifier (2005) .... Scott
- A History of Violence (2005) .... Bobby
- Quatro Amigas e um Jeans Viajante (2005) .... Paul Rodman
- Cyber Seduction: His Secret Life (2005) .... Timmy
- Zerophilia (2005) .... Max
- O Pacto (2006) .... Aaron Abbott
- Death Row (2006) .... Keith
- Blood Ties (2007) 
(2007)
- Joy Ride 2: Dead Ahead (2008) .... Nik
- The Thaw (2009) .... Federico Fulce
- Fear Island (2009) .... Tyler
- GravyTrain (2010) .... Lance Dancaster
- Being Human (2011-2013) .... Henry Durham
- Arrow (2012)
- Big sky (2020)

## Prêmios e indicações
| Prêmios | Prêmios   | Prêmios             | Prêmios                                                            | Prêmios                    |
| Ano     | Resultado | Premiação           | Categoria                                                          | Título                     |
| ------- | --------- | ------------------- | ------------------------------------------------------------------ | -------------------------- |
| 2001    | Indicado  | Young Artist Awards | Melhor Performance em Filme de TV (Drama) - Ator Jovem Coadjuvante | The Sandy Bottom Orchestra |